# Dionysádes
Les Dionysádes (grec moderne : Διονυσάδες), aussi appelées localement les Gianysádes (Γιανυσάδες), sont un archipel d'îles inhabitées grecques situées au nord de la Crète.
Les quatre îles de cet archipel sont Gianysáda, Dragonáda, Paximádia et Paximadáki. Elles appartiennent administrativement au dème de Sitía dans le district régional de Lassíthi.